# HD 149026 b

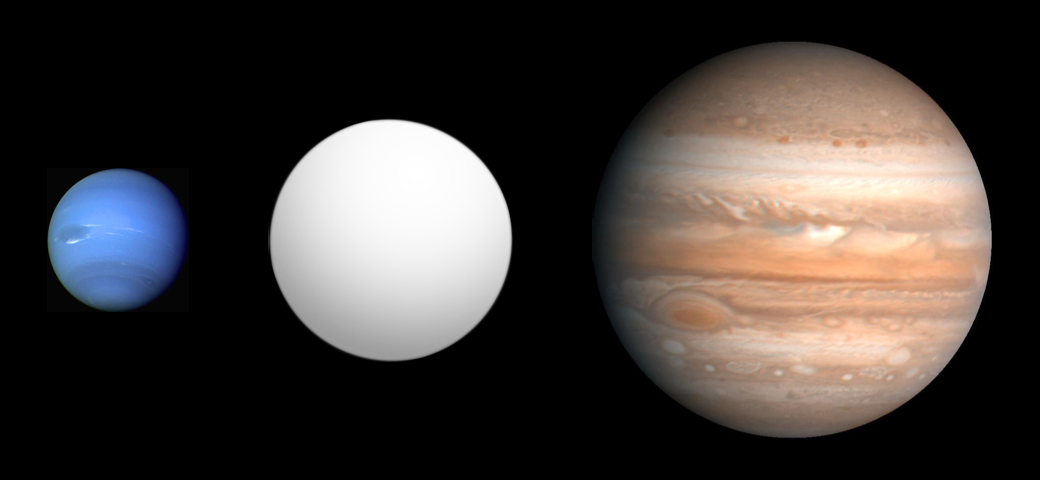
Comparação do tamanho de HD 149026 b com Netuno e Júpiter.

HD 149026 b, nomeado de Smertrios é um planeta extrassolar que está em órbita de HD 149026, uma estrela localizada a aproximadamente 257 anos-luz de distância a partir da Terra, na constelação de Hércules. É notável por ser um planeta transitante e por ter um pequeno raio medido (em relação à massa e calor de entrada) que sugere um núcleo planetário excepcionalmente grande.

## Características
Este incomum planeta extrassolar foi descoberto em 2005. O planeta foi detectado devido ele transitar a sua estrela hospedeira permitindo a medição do seu diâmetro. Verificou-se que ele é menor do que outros astros transitantes conhecidos, significando que o planeta é invulgarmente denso para um planeta gigante de órbita estreita. A temperatura do planeta gigante é calculado como sendo 3700 °F (2040 °C), gerando tanto calor infravermelho que ele brilha. Os cientistas acreditam que o planeta absorve quase toda a luz solar e irradia para o espaço em forma de calor.